# Добруджанско знаме
„Добруджанско знаме“ е печатен орган на Върховния добруджански съвет, излизал два пъти седмично в София в печатница Добруджа.
| Годишнина | Броеве  | Дата                             |
| --------- | ------- | -------------------------------- |
| I         | 1 – 41  | 24 януари 1920 – 9 октомври 1920 |
| II        | 42 – 60 | 1 февруари 1921 – 1 август 1921  |

Съдържа подробни материали от Великия добруджански събор (21 – 25 ноември 1919 г.), дописки от Румънска Добруджа, политически коментари и обявления. Вестникът работи за 
| „ | единна, независима и автономна Добруджа. | “ |